# Đại học Siam
Đại học Xiêm là một trường đại học ở Bangkok, Thái Lan. Trường cao đẳng Kỹ thuật Siam năm 1965, trường được nâng cấp thành đại học năm 1983. Hiện trường có 8 khoa và 36 chương trình đào tạo.

## Đôi nét về trường
Đại học Siam Lưu trữ ngày 27 tháng 3 năm 2010 tại Wayback Machine được tiến sĩ Narong Mongkhonvanit thành lập như là một cơ sở đào tạo tư nhân lớn nhất năm 1973. Hơn 16.000 đang học tại trường này. Trường tọa lạc tại Bangkok và Thoburi. Trường có hai chương trình giáo dục quốc tế trình độ đại học là 
```
 » BBA International Business
 » 
BBA Hotel and Tourism Management
 
Lưu trữ
 ngày 5 tháng 3 năm 2016 tại 
Wayback Machine
```

hai chương trình dạy bằng tiếng Anh:
```
 » 
IMBA
 (International MBA)
 » 
MBA
 (with 11 areas of specialization)
```

Featured program Hotel & Tourism Management Lưu trữ ngày 5 tháng 3 năm 2016 tại Wayback Machine
Địa chỉ:
235 Petkasem Road; Phasicharoen; Bangkok 10163; THAILAND
Telephone
+66 (2) 457-0068
+66 (2) 868-6000